# Valerie Sutton
Valerie Sutton (Nova Iorque, 22 de fevereiro de 1951) é uma dançarina estadunidense. Embora dedicada à carreira artística, tornou-se conhecida pelo desenvolvimento de sistemas de escritas que se popularizaram pela comunidade surda e acadêmica: DanceWriting, MimeWriting, SportsWriting, ScienceWriting e, principalmente, SignWriting.